# Macchina per maglieria
Una macchina per maglieria è una macchina per uso domestico o industriale che esegue meccanicamente la lavorazione a maglia.

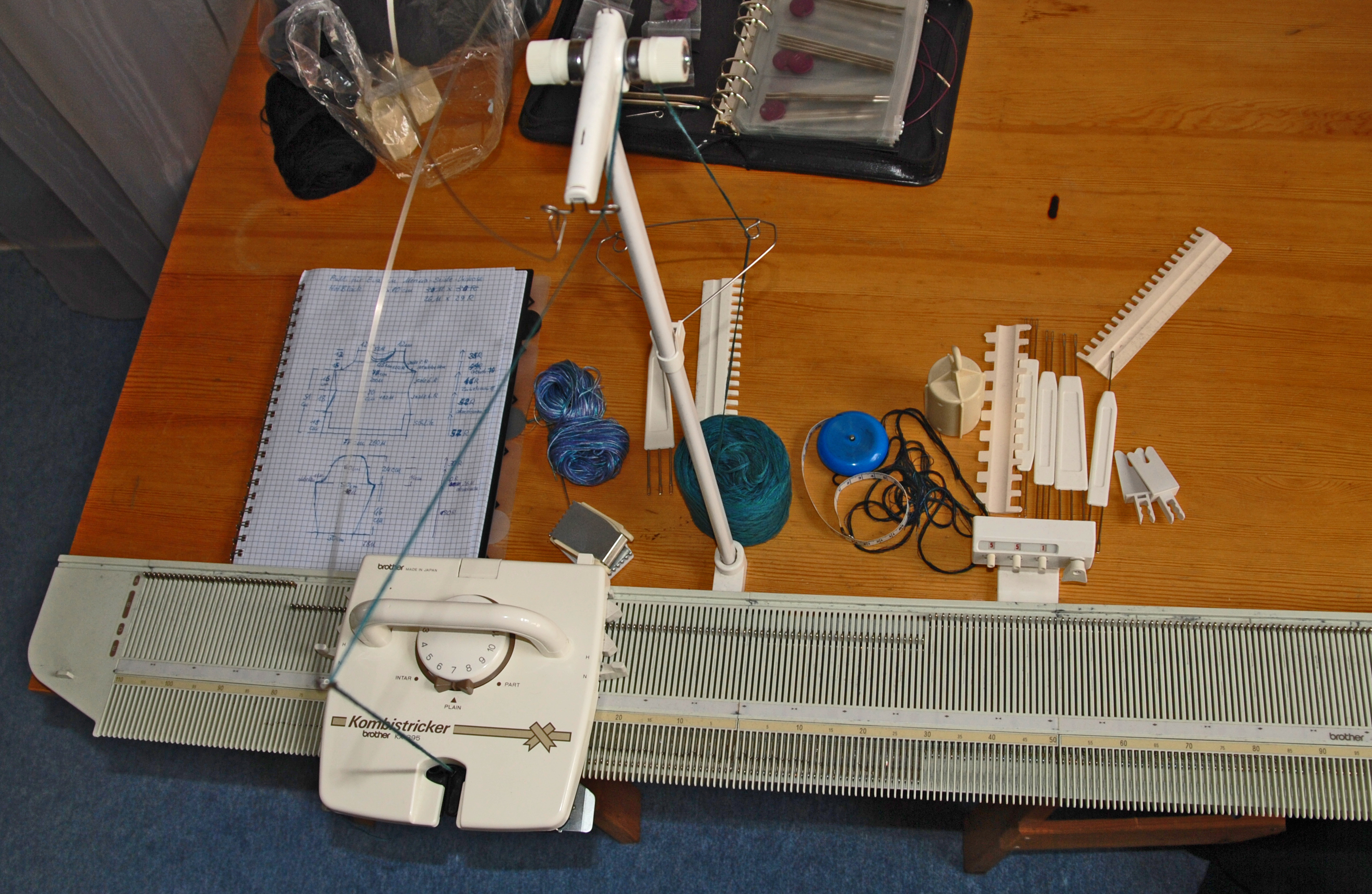
Macchina per maglieria casalinga

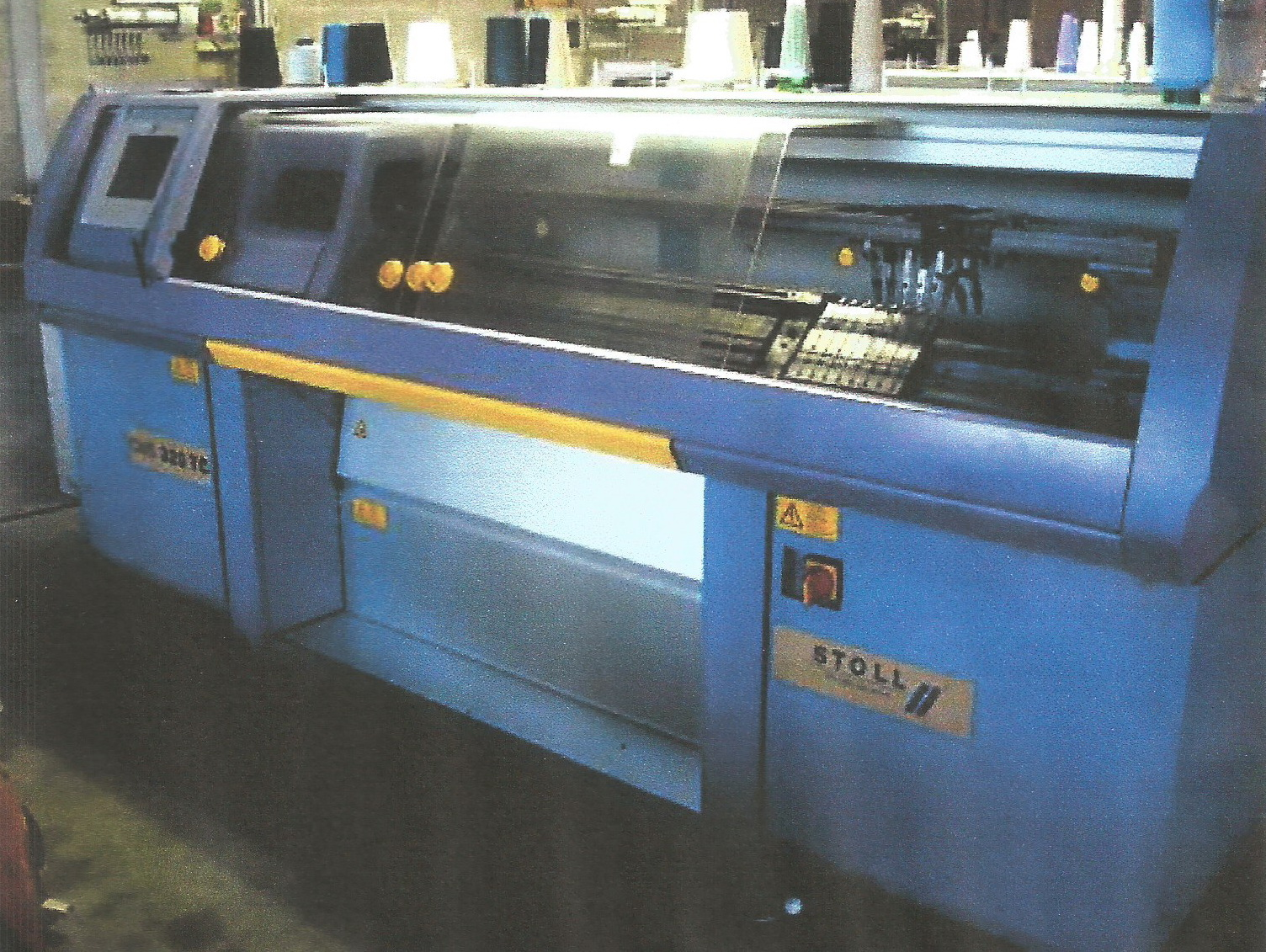
Macchina da naglieria industriale

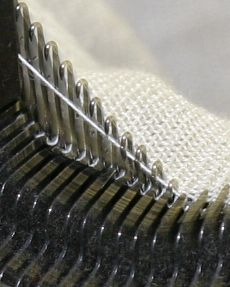
Una macchina in azione.

## Storia
Nel 1561 il reverendo inglese William Lee sviluppò un telaio per lavorare a maglia le calze. La regina Elisabetta I d'Inghilterra rifiutò il brevetto, temendo gli effetti sull'industria della maglieria. Nel 1589 si trasferì in Francia, dove costruì una fabbrica di calze finanziata dal re Enrico IV.
Nel 1858 Matthew Townsend brevettò l'ago a linguetta. (Negli Stati Uniti, James Hibbert ottenne il brevetto statunitense 6.025 il 9 gennaio 1849)-

## Funzionamento
Un ago a linguetta (un ago con un uncino a un'estremità chiuso da una linguetta) per punto. Ogni ago trattiene una maglia, essendo tutti gli uncini aperti, passiamo un filo sopra tutti gli uncini, tiriamo indietro uno ad uno ogni uncino, che si chiude e ritiriamo il filo nella maglia per formare una nuova maglia.

## Tipi
- Macchina lineare a doppia frontura
- Macchina circolare per maglieria